# 夕立ちのあとで
「夕立ちのあとで」（ゆうだちのあとで）は、1975年7月10日に発売された野口五郎の17枚目のシングルである。

## 概要
ロンドンのエアー・スタジオでレコーディングされた。
のちに野口と親友仲間である研ナオコが、アルバム『愚図』でカバーしている。

## 収録曲
- 全曲作詞：山上路夫／作曲・編曲：筒美京平

1. 夕立ちのあとで
2. 遠い夏

## カバー
- 研ナオコ - オリジナル・アルバム『愚図』（1975年12月）